# Tillandsia reuteri
Tillandsia reuteri es una especie de planta epífita dentro del género  Tillandsia, perteneciente a la  familia de las bromeliáceas. Es originaria de Perú, donde se encuentra en Cajamarca. 

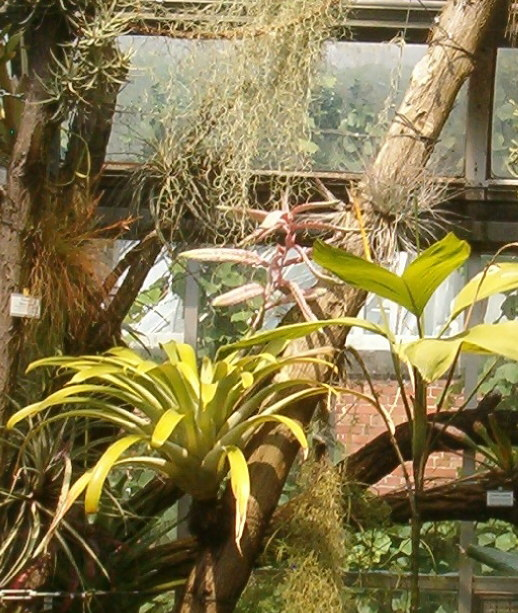
Vista de la planta

## Taxonomía
Tillandsia reuteri fue descrita por Werner Rauh y publicado en Tropische und subtropische Pflanzenwelt 16: 43, f. 23. 1976.
Etimología
Tillandsia: nombre genérico que fue nombrado por Carlos Linneo en 1738 en honor al médico y botánico finlandés Dr. Elias Tillandz (originalmente Tillander) (1640-1693).
reuteri: epíteto